# 다국민 국가
'다국민 국가(多國民國家, 영어: multinational state)는 여러 국민(네이션)이 구성하는 국가라는 뜻이다. 다민족 국가와는 조금 다르다.
여러 명목민족을 인정한 소련이나 여러 홈 네이션을 인정한 영국, 벨기에인이라는 국민 정체성이 미약한 벨기에, 퀘벡인이 있는 캐나다 등이 대표적인 다국민 국가이다.